# Evy Colman
Evy Colman (1984) is een Belgisch voormalig volleybalster.

## Levensloop
Colman was actief bij Bell's Temse. In seizoen 2002-'03 sloot ze aan bij Asterix Kieldrecht. Met deze club werd ze dat seizoen vice-landskampioen en was ze tevens finalist in de Beker van België. Ook won ze met Asterix de Supercup. Op Europees niveau bereikte ze de kwartfinales van de Top Teams Cup. Het daarop volgende seizoen ging ze aan de slag bij AVO Melsele. Later kwam Colman uit voor Amigos Zoersel en vanaf 2014 voor Mortsel VC.